# Geronde open voorklinker
De geronde open voorklinker is een klinker waarvan de articulatie de volgende kenmerken bezit:
- De klinker is open.
- Het is een voorklinker, wat betekent dat de tong zich zo ver mogelijk voor in de mond bevindt zonder contact te maken met de tandkassen of het verhemelte.
- Het is een ongeronde klinker.

In het Internationaal Fonetisch Alfabet wordt voor deze klinker over het algemeen het symbool [ɶ] dat een verkleining van de ligatuur Œ is gebruikt. Het overeenkomende X-SAMPA-symbool is &.
Het IPA-symbool [ɶ] dient tevens te worden onderscheiden van [œ], dat wordt gebruikt voor de geronde halfopen voorklinker.
Kenmerkend aan deze klinker is verder dat hij voor zover bekend in geen enkele taal als apart foneem voorkomt. In enkele dialecten van het Beiers komt wel een foneem voor dat als /ɶ/ wordt geschreven, maar dit lijkt eerder de geronde tegenhanger van de ongeronde bijna-open voorklinker /æ/ waarvan de articulatie niet exact overeenkomt met die van een geronde open voorklinker te zijn. In het dialect van Amstetten liggen de twee klinkers /æ/ and /œ/ op ongeveer een derde van de afstand van /a/ tot /i/, waarmee het allebei bijna-open klinkers zijn.

## Voorbeelden
| Taal                          | Taal                          | Woord   | Internationaal Fonetisch Alfabet | Betekenis                           | Opmerkingen                |
| ----------------------------- | ----------------------------- | ------- | -------------------------------- | ----------------------------------- | -------------------------- |
| Deens                         | Deens                         | børn    | [bɶ̝ɐ̯n]                           | "kinderen"                          |                            |
| Frans                         | Frans                         | honneur | [ɔnɶ̝ʁ]                           | "eer"                               | Allofoon van /œ/ voor /ʁ/. |
| Duits (Dialect van Amstetten) | Duits (Dialect van Amstetten) | Seil    | [sɶ̝ː]                            | "touw"                              |                            |
| Zweeds                        | Zweeds                        | hört    | [hɶ̝ːʈ]                           | "hoorde" (onvoltooid verleden tijd) |                            |